# Масанобу Китао
Масанобу Китао (1761—1816) — японский художник. Работал в жанрах якуся-э, бидзин-га.

## Биография
Масанобу Китао — представитель плеяды мастеров «золотого века» укиё-э. Ученик Сигэмасы Китао, талантливый художник и книжный иллюстратор, Масанобу рано оставил занятия живописью и посвятил себя писательской деятельности. Под псевдонимом Санто Кёдэн он прославился как автор фантастических произведений.

## Творчество
Хотя временной путь Мисанобу-художника короток, его творческий диапазон достаточно широк. Это книжные иллюстрации к кибёси, сарэбон, кёка и цветные гравюры с портретами актеров и красавиц. Из-за наказания за свои сатирические иллюстрации Масанобу оставил художественное поприще и стал литератором. Самой известой работой мастера считается серия «Знаменитые жрицы любви с поэтическими текстами в руках». Эта работа прославилась не только великолепными портретами известных куртизанок в роскошных кимоно, но и стихами, которые они сами написали.